# Birger Buhre
Birger Buhre, född 31 mars 1918 i Olofström, död 3 oktober 1989 i Malmö, var en svensk sportjournalist, debattör, simtränare och lagledare. Han var känd som svenska simlandslagets ledare åren 1958–1965, och tränare i Malmö Simsällskap, där han bland andra tränade OS-medaljören Gunnar Larsson. 
Birger Buhre bevakade 18 olympiska spel på plats. 